# Oka Antara
Oka Antara, właśc. Nyoman Oka Wisnupada Antara (ur. 8 lipca 1981 w Dżakarcie) – indonezyjski aktor filmowy. Znany jest z gry aktorskiej w filmach Sang Penari, Killers i Raid 2: Infiltracja.

## Filmografia
| Rok  | Tytuł                                                                              | Rola                | Reżyseria                      | Przypis       |
| ---- | ---------------------------------------------------------------------------------- | ------------------- | ------------------------------ | ------------- |
| 2006 | Gue Kapok Jatuh Cinta (I Give Up on Falling in Love)                               | David Harris        | Awi Suryadi, Thomas Nawilis    | [ 4 ]         |
| 2006 | Dunia Mereka (Their World)                                                         | Rio                 | Lasja Fauzia Susatyo           | [ 5 ]         |
| 2007 | Hantu (Ghost)                                                                      | Galih               | Adrianto Sinaga                | [ 6 ]         |
| 2008 | Best Friend?                                                                       | Chłopak matki Molly | Fajar BGT                      | [ 7 ]         |
| 2008 | The Shaman                                                                         | Doctor Rian         | Raditya Sidharta               | [ 8 ]         |
| 2008 | Ayat-Ayat Cinta (Verses of Love)                                                   | Saiful              | Hanung Bramantyo               | [ 9 ]         |
| 2008 | Doa yang Mengancam (A Threatening Prayer)                                          | Bodyguard           | Hanung Bramantyo               | [ 10 ]        |
| 2008 | Kick 'n Love                                                                       | Budi                | Dennis Adhiswara, Heru Effendi | [ 11 ]        |
| 2009 | Perempuan Berkalung Sorban (Woman with a Turban)                                   | Khudori             | Hanung Bramantyo               | [ 12 ]        |
| 2009 | Queen Bee                                                                          | Secret Service      | Fajar Nugros                   | [ 13 ]        |
| 2010 | Hari Untuk Amanda (Days for Amanda)                                                | Hari Ananda         | Angga Dwimas Sasongko          | [ 14 ]        |
| 2011 | Sang Penari (The Dancer)                                                           | Rasus               | Ifa Isfansyah                  | [ 15 ]        |
| 2013 | V/H/S/2                                                                            | Malik               | Timo Tjahjanto, Gareth Evans   | [ 16 ]        |
| 2014 | Killers                                                                            | Bayu Aditya         | Kimo Stamboel, Timo Tjahjanto  | [ 17 ]        |
| 2014 | Raid 2: Infiltracja                                                                | Eka                 | Gareth Evans                   | [ 18 ]        |
| 2015 | Mencari Hilal (Looking for Hilal)                                                  | Heli                | Ismail Basbeth                 | [ 19 ]        |
| 2016 | Petualangan Singa Pemberani Atlantos (The Adventure of the Brave Lion of Atlantos) | Jenderal Khan       | Lee Croudy                     | [ 20 ]        |
| 2016 | Departures                                                                         | Ezra Mahendra       | Jorik Dozy                     | [ 21 ]        |
| 2017 | Moammar Emka's Jakarta Undercover                                                  | Pras                | Fajar Nugros                   | [ 22 ]        |
| 2018 | Aruna Dan Lidahnya                                                                 | Farish              | Edwin                          |               |
| 2019 | Foxtrot Six                                                                        | Angga/LT            | Randy Korompis                 | [ 23 ] [ 24 ] |